# مولنستورف
مولنستورف (به آلمانی: Mollenstorf) یک منطقهٔ مسکونی در آلمان است که در پنتسلین واقع شده‌است. مولنستورف ۲۵۸ نفر جمعیت دارد.